# North West Leicestershire
North West Leicestershire este un district ne-metropolitan situat în Regatul Unit, în comitatul Leicestershire din regiunea East Midlands, Anglia.

## Orașe din cadrul districtului
- Ashby-de-la-Zouch
- Coalville

## Vedeți și
- Listă de orașe din Regatul Unit